# Polina Knoroz
Polina Alekseïevna Knoroz (en russe : Полина Алексеевна Кнороз), née le 20 août 1999 à Saint-Pétersbourg, est une athlète russe, spécialiste du saut à la perche. Elle est la fille de l'athlète Anna Knoroz.

## Biographie
En 2021, elle remporte l'étape de Stockholm de la Ligue de Diamant en s'élevant à 4,71 m. Elle franchit 4,81 m lors du All Star Perche 2022.  

## Palmarès
| Date | Compétition                                  | Lieu        | Résultat | Épreuve          | Marque |
| ---- | -------------------------------------------- | ----------- | -------- | ---------------- | ------ |
| 2019 | Championnats de Russie d'athlétisme          | Tcheboksary | 5e       | Saut à la perche | 4,46 m |
| 2020 | Championnats de Russie d'athlétisme en salle | Moscou      | 2e       | Saut à la perche | 4,65 m |
| 2021 | Championnats de Russie d'athlétisme en salle | Moscou      | 2e       | Saut à la perche | 4,65 m |
| 2021 | Championnats de Russie d'athlétisme          | Tcheboksary | 2e       | Saut à la perche | 4,65 m |
| 2022 | Championnats de Russie d'athlétisme en salle | Moscou      | 1re      | Saut à la perche | 4,65 m |
| 2022 | Championnats de Russie d'athlétisme          | Tcheboksary | 2e       | Saut à la perche | 4,65 m |
| 2023 | Championnats de Russie d'athlétisme en salle | Moscou      | 1re      | Saut à la perche | 4,70 m |

## Records
| Épreuve          | Épreuve   | Marque | Lieu             | Date            |
| ---------------- | --------- | ------ | ---------------- | --------------- |
| Saut à la perche | Plein air | 4,75 m | Moscou           | 29 mai 2021     |
| Saut à la perche | Salle     | 4,81 m | Clermont-Ferrand | 20 février 2022 |